# Zyad Asad
Zyad Asad (sorani: زياد اسعەد, kurmanji: Ziyad Esed), född 1966 i Erbil, är en kurdisk sångare, låtskrivare och poet född i Teyrawe- kvarteret Erbil, Kurdistan. 
Han började sin sångkarriär 1983 med låten Duadakam, och släppte sitt första kassettband 1988. Genom åren har han släppt fem album. År 1993 flyttade Zyad från Kurdistan till Sverige, och har levt mer än 30 år utomlands.